# Райт, Артур
Артур Албан Райт (англ. Arthur Alban Wright; род. 24 октября 1887 — 4 января 1967) — британский колониальный администратор, служивший на Фиджи и в Карибском бассейне. Администратор Сент-Винсента (1936—1938) и администратор Сент-Люсии (1938—1943).

## Карьера
Артур Албан Райт был сыном Албана Генри Райта, секретаря-организатора Объединённого общества распространения Евангелия в зарубежных странах. Получил образование в школе Святого Эдмунда в Кентербери и колледже Святого Иоанна в Оксфорде.
Райт поступил на колониальную государственную службу в 1912 году и в том же году был отправлен курсантом на Фиджи. В 1914 году Райт женился на Маргарет Эмили Бут, старшей дочери Роберта Малькольма Бута. В 1915 году был назначен окружным комиссаром. Во время Первой мировой войны был зачислен в стрелковую бригаду в звании второго лейтенанта в 1917 году. После войны стал провинциальным комиссаром на Фиджи в 1922 году, помощником министра по делам колоний в 1928 году, министром по делам коренных народов в 1932 году, исполняющим обязанности министра по делам колоний в Фиджи в 1932—1934 и исполняющий обязанности губернатора Фиджи в 1935 году.
В 1936 году Райт был переведён на Карибы, где стал администратором Сент-Винсента, проработав там до 1938 года, когда был назначен администратором Сент-Люсии. Был назначен кавалером Ордена Святых Михаила и Георгия в 1937 году. Райт также был исполняющим обязанности губернатора Наветренных островов в 1938 и 1939 годах. Ушёл с колониальной службы в 1943 году. После выхода на пенсию был управляющим директором Jamaica Starch & Milling Co. Ltd (1944—1946). Артур Райт умер в Аскоте в 1967 году.